# Złoty Dach
Złoty Dach (niem. Goldenes Dachl) – późnogotycki wykusz z pozłaconym dachem pałacu Neuer Hof z XV wieku w Innsbrucku w Austrii, jeden z symboli miasta.

## Historia
Budynek Neuer Hof pierwotnie stanowił pałac księcia Fryderyka IV Habsburga. Złoty Dach powstał w latach 90. XV wieku. Projekt przypisuje się Jörgowi Köldererowi, autorstwo rzeźb Nikolausowi Türingowi (zm. 1517) oraz Gregorowi Türingowi (ur. około 1475, zm. 1543). Rzeźby wykonano z piaskowca z Mittenwaldu. Głównym celem ornamentów Złotego Dachu było zaznaczenie obecności cesarza w mieście. Współcześnie w budynku pałacu znajduje się muzeum.

## Architektura
Pałac zamyka od północy ulicę Herzog-Friedrich Strasse. Jego elewacja jest pomalowana na biało, z rzędami okien z czarnymi okiennicami, pod którymi umieszczono donice z czerwonymi kwiatami. 
Nazwa wykusza pochodzi od dachu ponad wielką późnogotycką loggią; dach został wykonany z 2657 polerowanych miedzianych dachówek, złoconych. Z wykusza rozciąga się widok na plac przed budynkiem.
Na płaskorzeźbach wykusza znajduje się wizerunek cesarza Maksymiliana I Habsburga z jego dwoma żonami: Biancą Marią Sforzą obok niego oraz Marią Burgundzką w rogu po jego prawej stronie. Reliefy obejmują także wizerunki postaci konnych z lancami (reprezentujące armie Habsburgów i Tyrolu), małp, psa i innych zwierząt. Pod tymi płaskorzeźbami znajdują się tarcze herbowe terytoriów, które cesarz Maksymilian uważał za jego własność. 

## Galeria

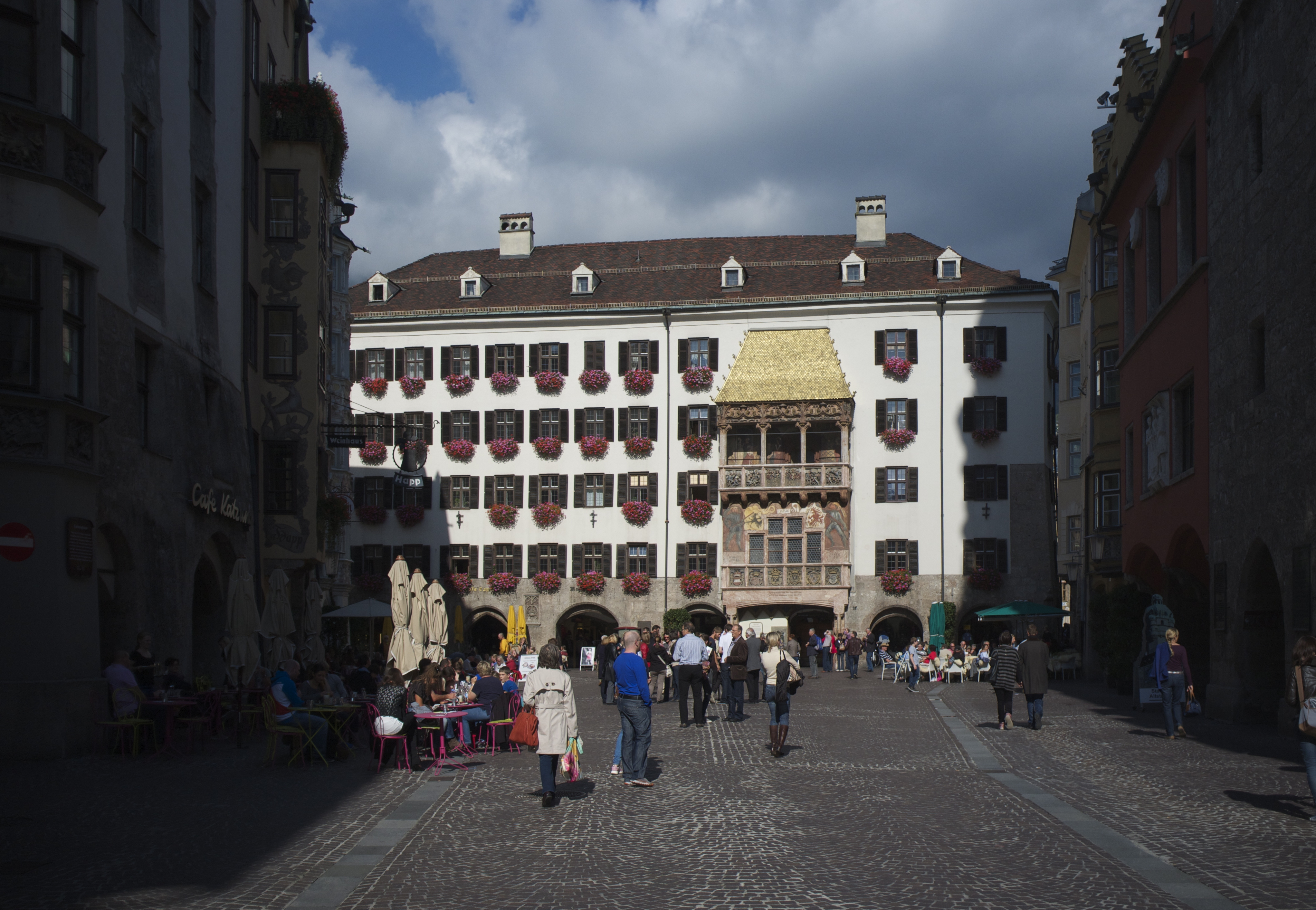
Widok z południa na pałac (2013)
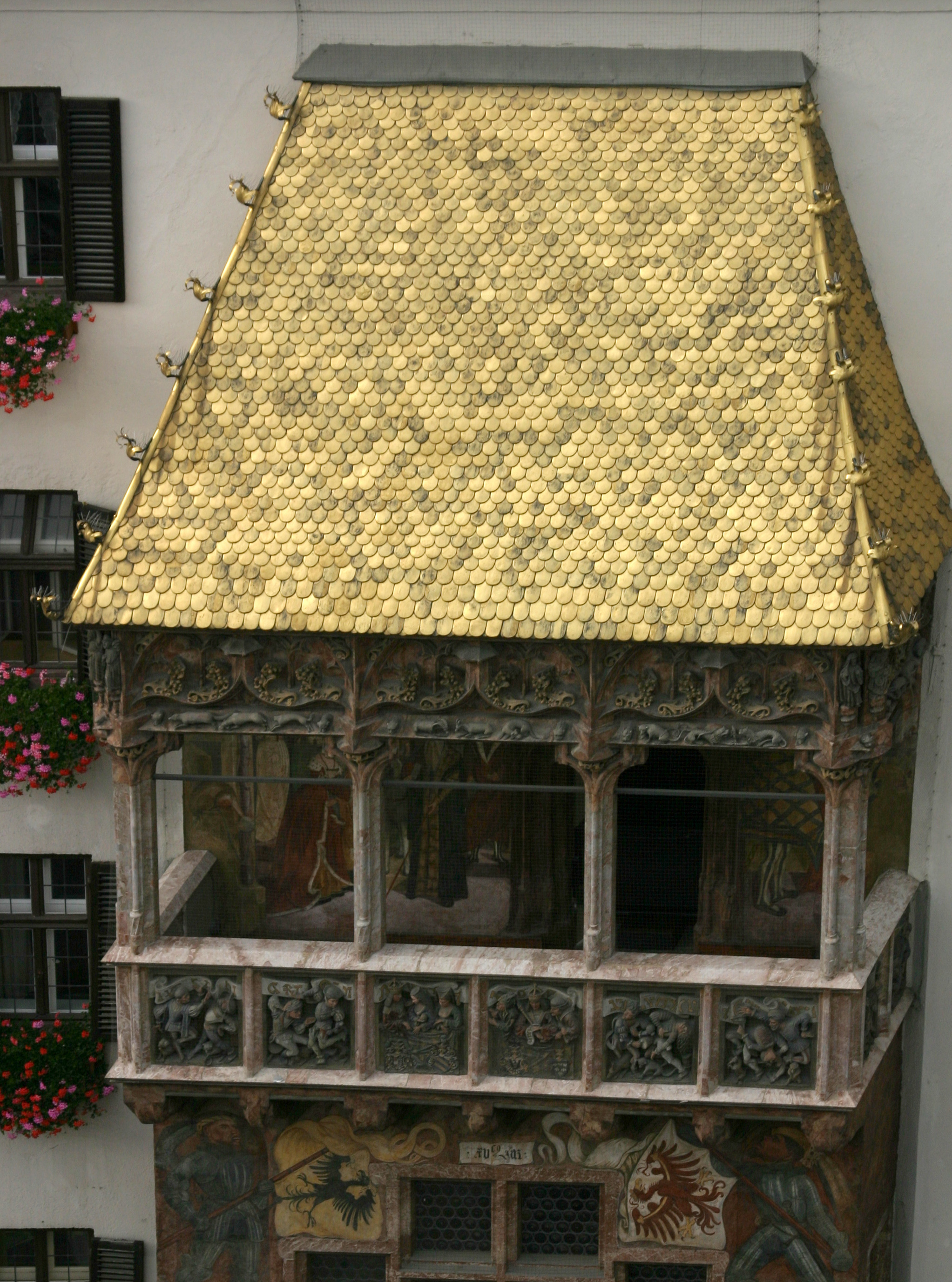
Widok z wieży (2006)
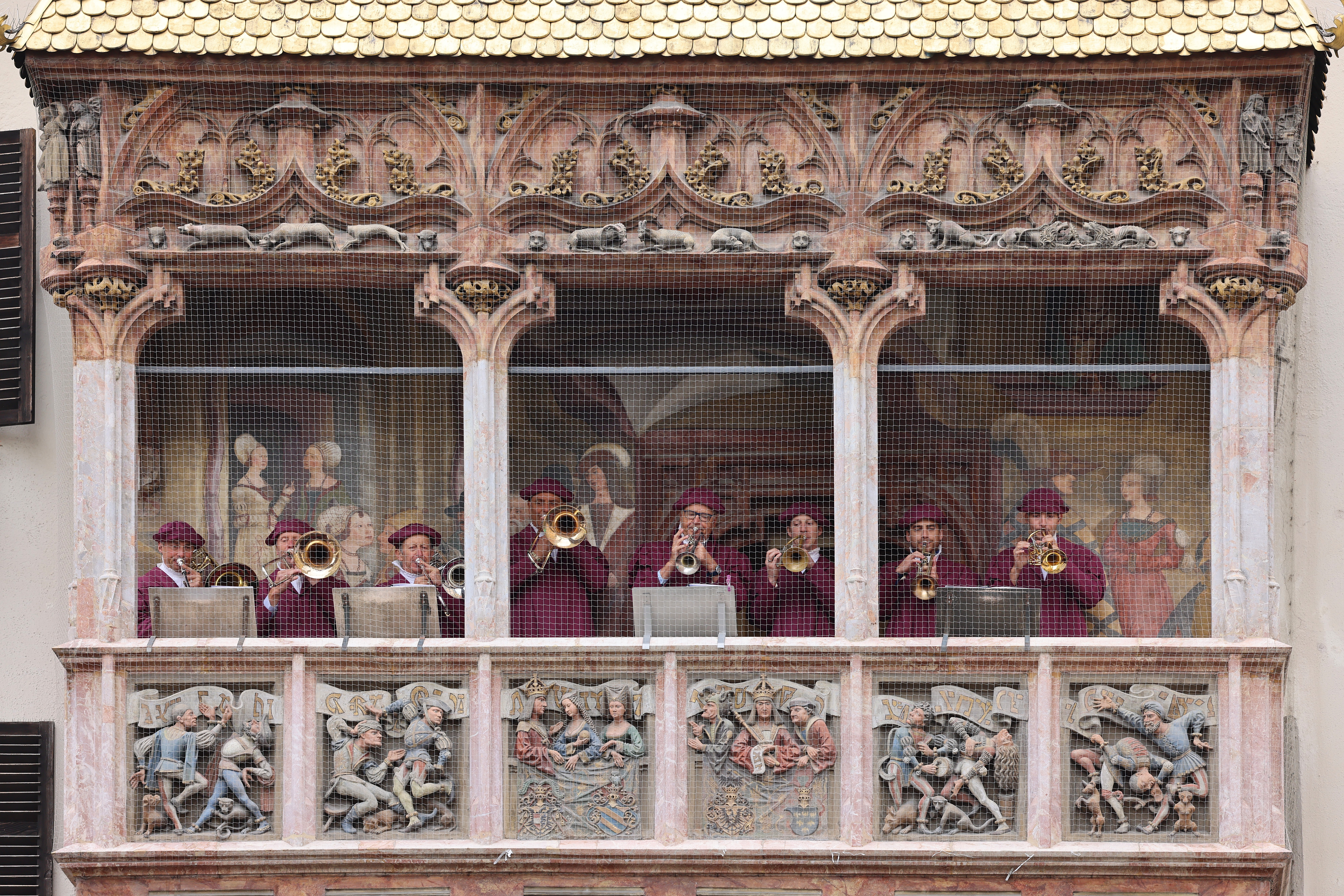
Koncert w loggii (2022)
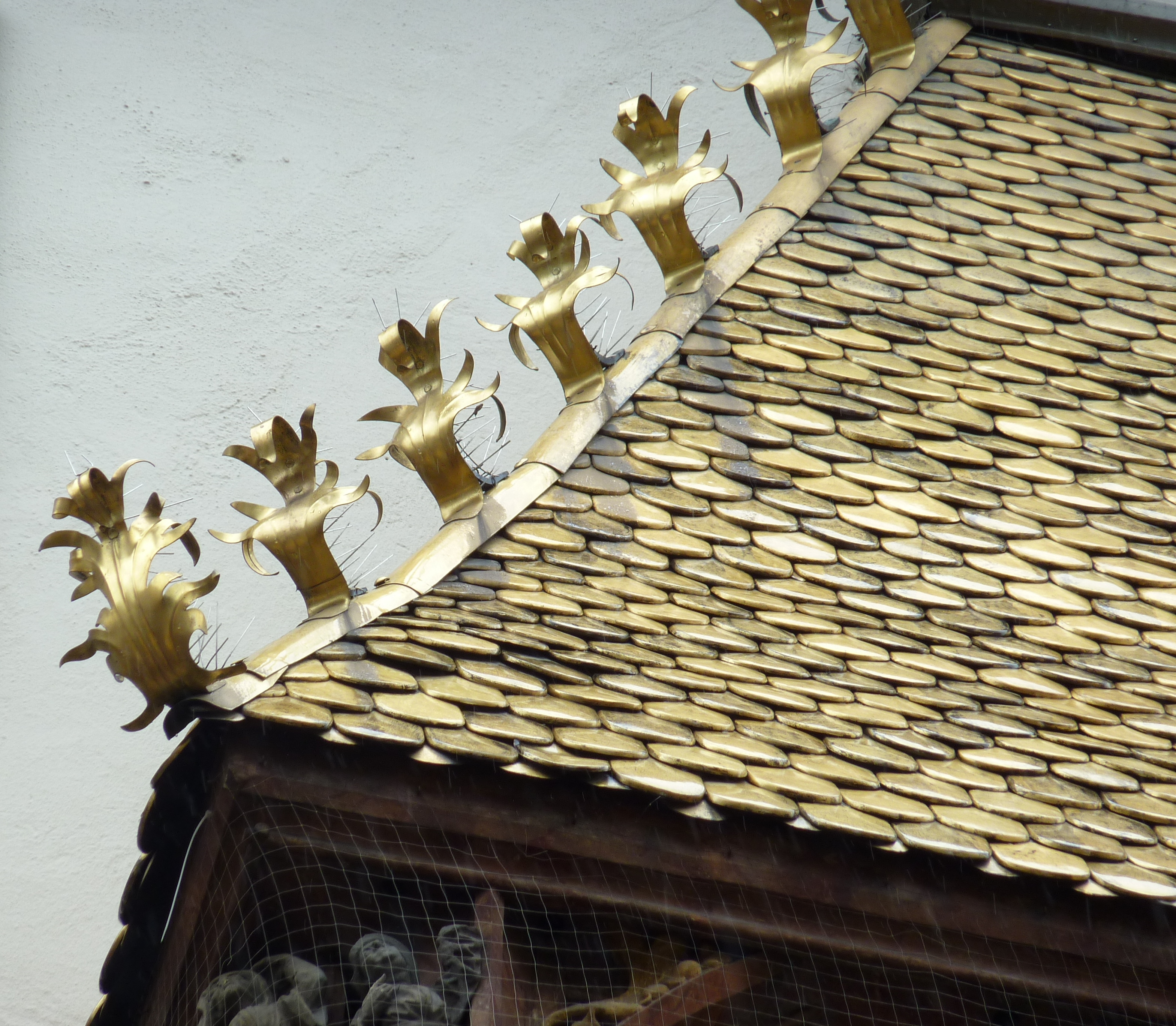
Sterczyny na dachu (2010)
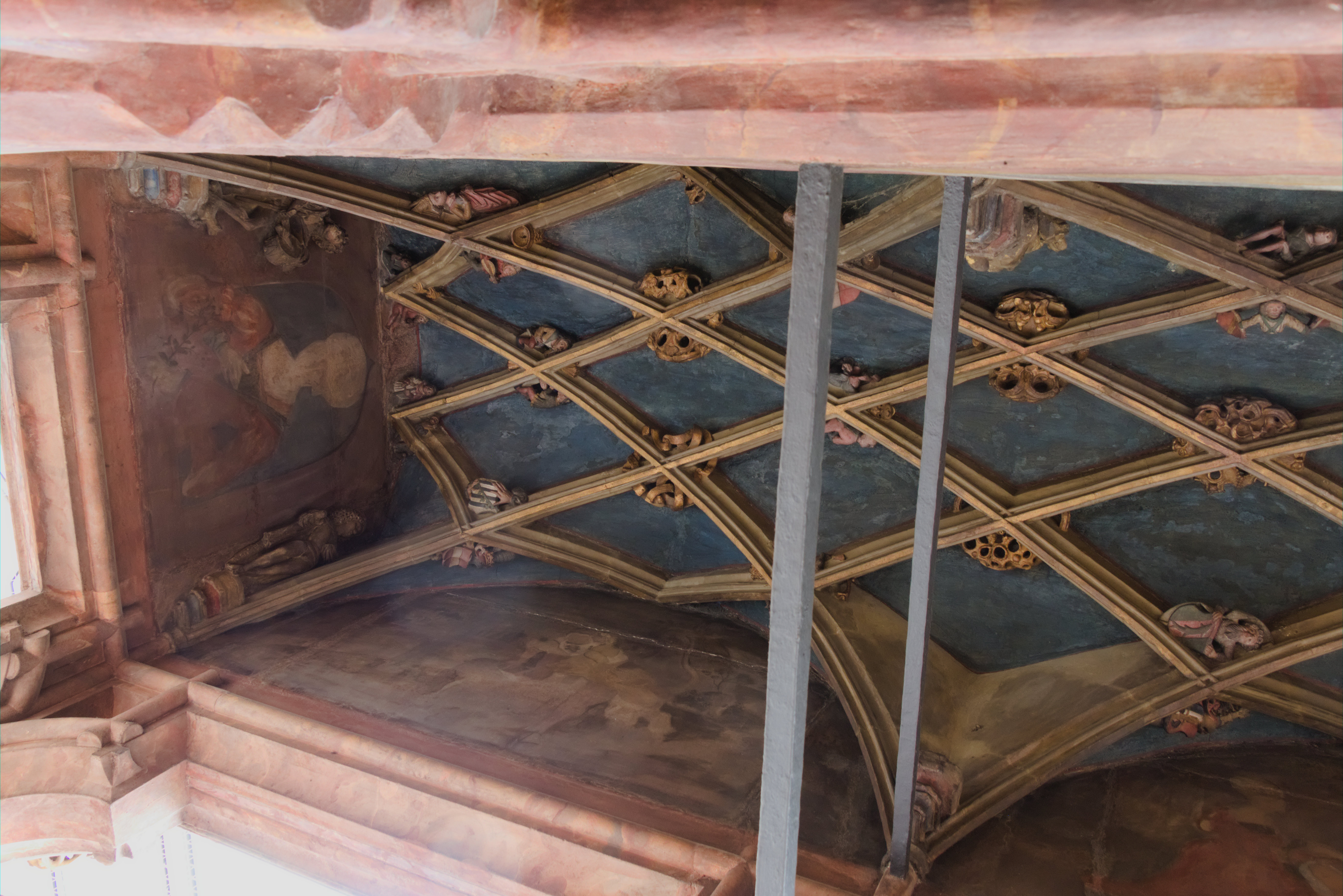
Sklepienie loggii (2019)
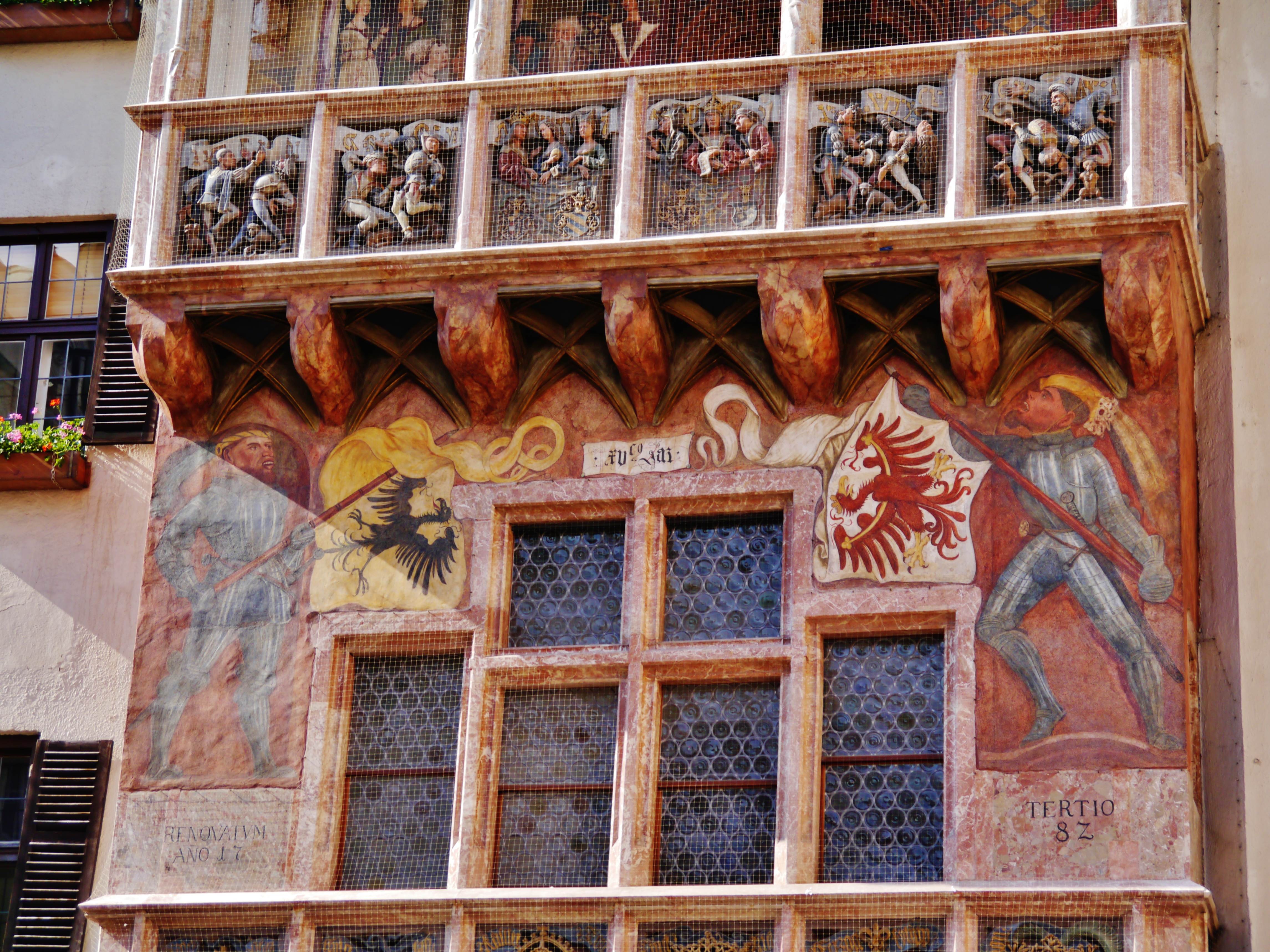
Malowidła na wykuszu (2015)
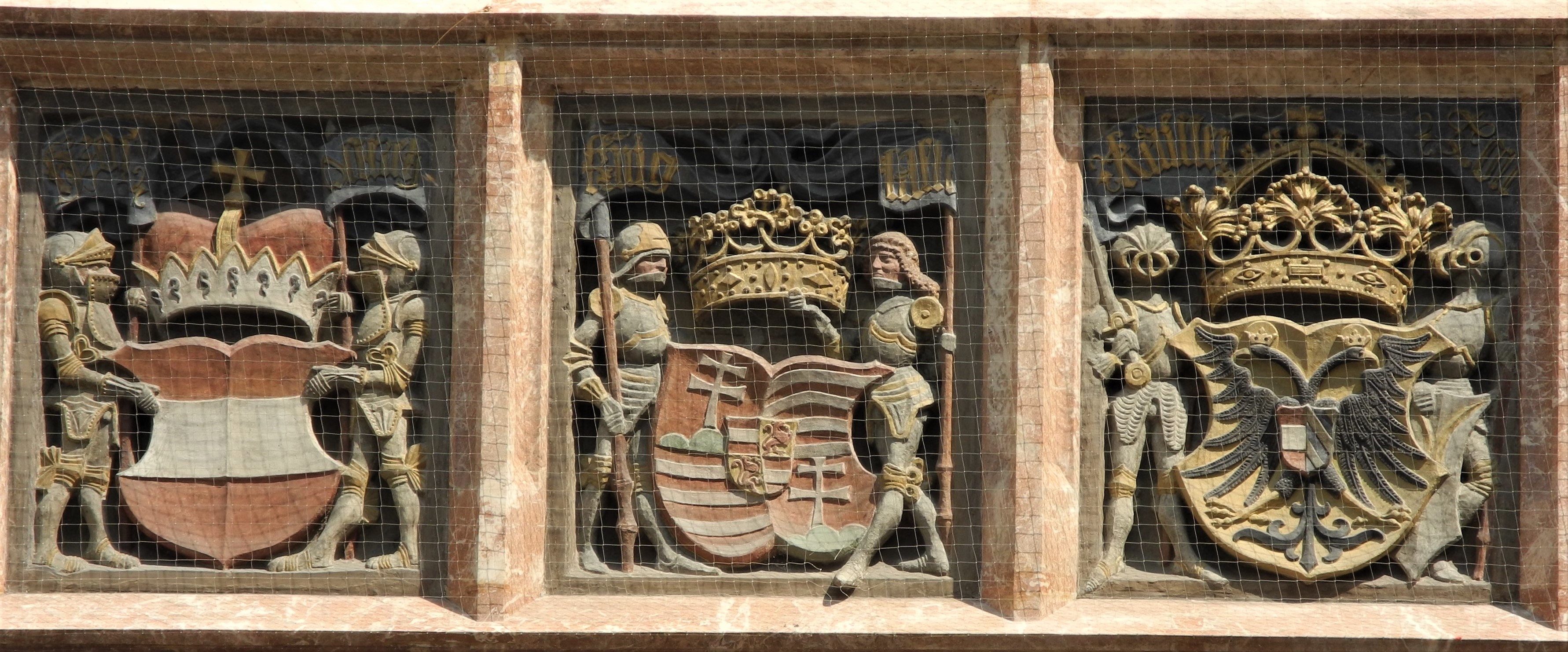
Tarcze herbowe (2013)
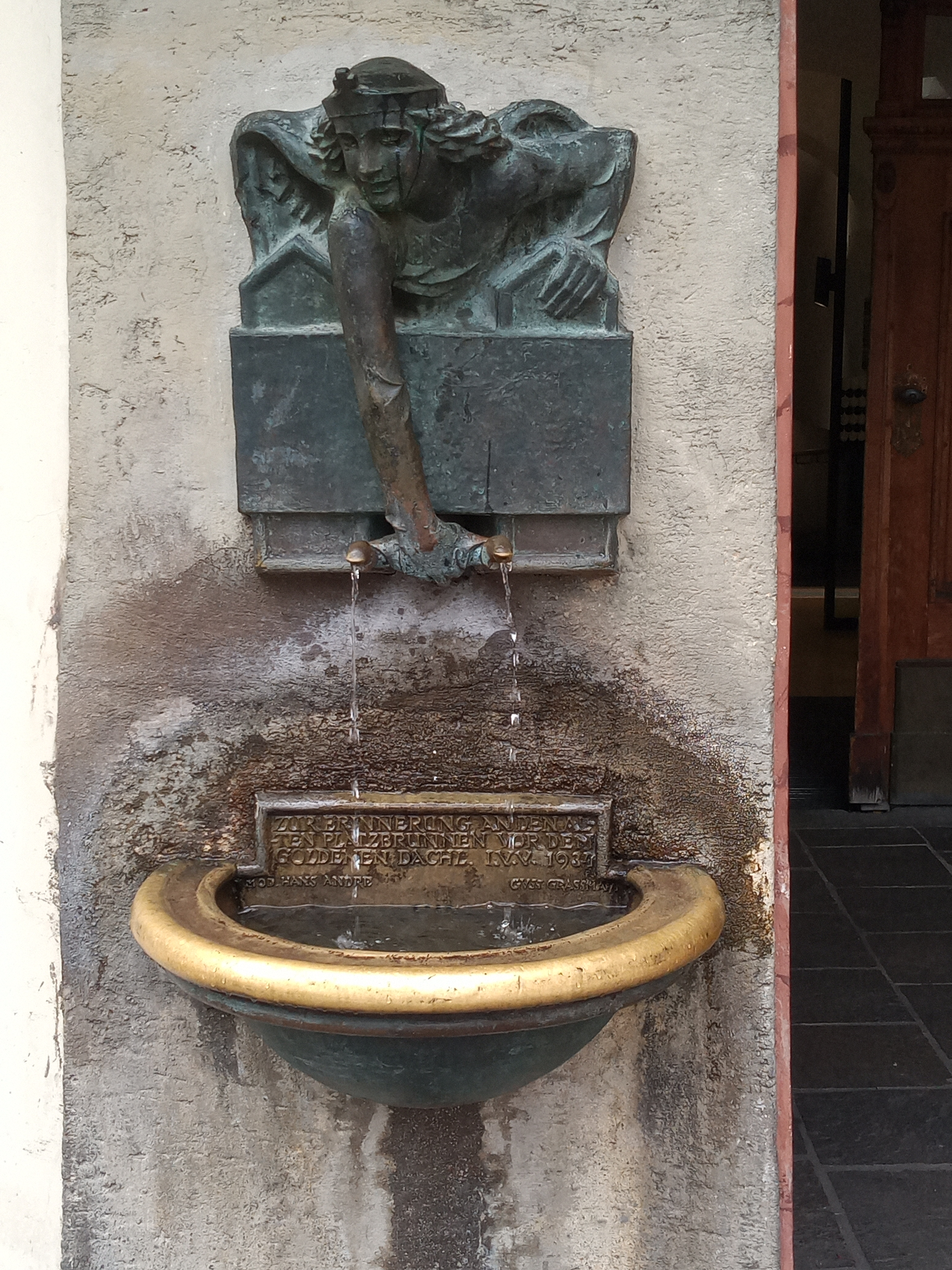
Źródełko na elewacji (2023)